# Ејнџелс Кемп (Калифорнија)
Ејнџелс (енгл. Angels) град је у америчкој савезној држави Калифорнија. По попису становништва из 2010. у њему је живело 3.836 становника.

## Демографија
Према попису становништва из 2010. у граду је живело 3.836 становника.
| Група             | 2000.         | 2010.         |
| Белци             | 2.635 (87,7%) | 3.144 (82,0%) |
| Афроамериканци    | 6 (0,2%)      | 12 (0,3%)     |
| Азијати           | 14 (0,5%)     | 49 (1,3%)     |
| Хиспаноамериканци | 243 (8,1%)    | 498 (13,0%)   |
| Укупно            | 3.004         | 3.836         |